# 凸面鏡

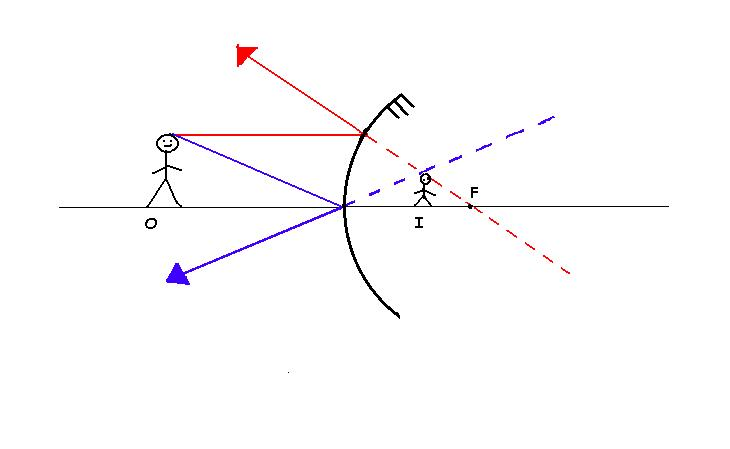
凸面鏡の縮小表示原理

凸面鏡（とつめんきょう、英: convex mirror）は曲面鏡の一種で、曲面の凸面側を鏡面とした鏡。

## 応用
凸面鏡は平面鏡に比べて小さな面積で広い範囲を映すことができる。そのため自動車やバイクのバックミラー、カーブミラー、金融機関の店内監視用ミラーなどに用いられる。
凸面鏡に映る鏡像は小さく見えるため、自動車等のバックミラーでは後続車が実際より遠方にあるとの誤解を招きやすい。例えば自動車の場合、フェンダーミラーが凸面鏡ならルームミラーは平面鏡を用いるなどして各ミラーの得失を補っており、その両方を確認することが推奨されている。
また自撮りができるように小型の凸面鏡を採用したフィルムカメラが1983年から今日に至るまで発売されている。
|  |  |  |